# 吉川広正
吉川 広正（きっかわ ひろまさ）は、江戸時代前期の岩国領2代領主。父は初代領主の吉川広家。

## 生涯
慶長6年（1601年）2月17日、吉川広家の長男として、周防国由宇村館にて生まれた。
慶長19年（1614年）に元服後、京都二条城にて徳川家康・秀忠親子に御目見した。形式上は家督を継承したが、まだ若年すぎたため父の広家が藩政を後見した。
元和2年（1616年）7月19日、毛利輝元の長女・竹姫を正室に迎えた。
寛永2年（1625年）9月21日、父の広家が死去すると、独自の領内統治を開始する。
寛永17年（1640年）には紙に関する法を定めて紙の製造を保護して専売制度を設け、岩国領の経済・財政の有力な柱とした。また錦川のデルタ地帯を積極的に干拓して新田の開発を行う等、領内の経済的基礎を作り上げた。このほか瀬田八幡宮を再興している。
寛永9年（1632年）から毛利秀元に代わって長州藩の執政を務め、程なく辞するものの毛利綱広の長州藩主就任時に再度江戸幕府より後見に任じられている。
明暦3年（1657年）には現在の錦帯橋の元となる橋を建築するが、万治2年（1659年）の大雨で流出した。
寛文3年（1663年）8月28日、家督を長男・広嘉に譲って隠居する。
寛文6年（1666年）5月5日、広正は隠居館で病没した。享年66。

## 系譜
- 父：吉川広家（1561-1625）
- 母：光寿院（?-1641） - 若林藤兵衛の娘
- 正室：竹姫（1600-1644） - 高玄院、毛利輝元長女[1]
  - 長女：夏子（1618-1693） - 徳大寺公信室[1]、毛利秀就の養女
  - 次女：熊子（1619-1620）
  - 長男：吉川広嘉（1621-1679）[1]
  - 次男：吉川就紀（1622-1643）[1]
  - 三男：亀千代（?-1623）
  - 三女：糸子（?-1626）
  - 四女：菊子（1625-1626）
  - 五女：虎子（1626-1654） - 毛利秀就養女
  - 六女：又子（1628-1673） - 随肅（仏光寺大僧正）室
  - 七女：千子（1630-1672） - 右田毛利就信正室
  - 八女：長子（1632-1695） - 大野毛利就詮正室
- 側室：有福氏[1]
- 側室：智照院（?-1652） - 植村与三右衛門の娘
  - 九女：宮千代（1639-1646）
  - 十女：竹槌（?-1648）
  - 四男：長吉（1648-1651）
- 側室：京都研屋某の娘
  - 十一女：千代松（?-1649）
  - 五男：金三郎（1651-1652）
- 側室：藤
  - 六男：大介（1653-1654）
  - 十二女：宮鶴（1657-1662）
  - 七男：新八郎（1658-1659）
  - 九男：道祖太郎（1661-1665）
- 側室：三
  - 八男：長次郎（1660-1665）